# Самчук, Иван Аникеевич
Иван Аникеевич Самчук (20 декабря 1912, Спасо-Мажаровка, Херсонская губерния — 6 декабря 1988, Москва) — советский военачальник, гвардии полковник, мемуарист.

## Биография

### Ранние годы
Иван Аникеевич Самчук родился и вырос в семье крестьянина в селе Спасо-Мажаровка. После окончания семилетки по путевке райкома комсомола поступил в Зиновьевскую кавалерийскую школу, а затем был переведён в Бакинское пехотное училище. С 1933 по 1938 годы служил в Забайкальской группе войск в должности командира взвода, затем роты и батальона. В 1938 году направлен на учебу в Военную академию РККА им. М. В. Фрунзе, которую окончил в апреле 1941 года. После окончания академии был назначен начальником оперативного отделения штаба 5-й воздушно-десантной бригады 3-го воздушно-десантного корпуса Одесского военного округа в городе Первомайске, где участвовал в завершении формирования бригады.

### Великая Отечественная война
Начало Великой Отечественной войны встретил Самчук капитаном. 9 июля 1941 года корпус был переброшен под Киев в район Дарницы, где поступил в подчинение Юго-Западного фронта и получил задачу охраны мостов через Днепр и ведение борьбы с десантами противника (немецкие войска в первых числах августа 1941 года вышли на окраину Киева). Самчук был назначен командиром 1-го батальона, а с 1 сентября 1941 года — начальником штаба 6-й воздушно-десантной бригады в составе 3-го воздушно-десантного корпуса, который вёл тяжелые оборонительные бои с немецкими войсками.
С 26 февраля 1942 года Самчук командовал 39-м гвардейским стрелковым полком 13-й гвардейской стрелковой дивизии. 6 июля 1942 он был ранен и эвакуирован на лечение в госпиталь. В январе-феврале 1943 года — снова командир 39-го гвардейского стрелкового полка. 13-я гвардейская дивизия, командиром полка в которой был Иван Аникеевич, участвовала в Сталинградской битве (17 июля 1942 — 2 февраля 1943).
После этого Самчук около месяца командовал 13-й гвардейской стрелковой дивизией, а затем был назначен начальником штаба 32-го гвардейского стрелкового корпуса. Это соединение участвовало в Курской битве (5 июля — 23 августа 1943), освобождало от оккупантов Харьков, Полтаву, Кременчуг. После форсирования Днепра, корпус вёл наступление в Александрийско-Знаменском направлении, в январе 1944-го участвовал в Кировоградской наступательной операции. Бойцы корпуса в авангарде вошли в Кировоград для его освобождения. Во второй половине марта 1944 года войска 32-го гвардейского стрелкового корпуса с ходу форсировали реку Южный Буг в районе города Первомайска Николаевской области.
Самчук со своим корпусом с боями прошёл полями боёв в Румынии, Польши, Чехословакии. Закончился его боевой путь в немецком городе Торгау, где на берегах Эльбы корпус встретился с войсками союзников. Был четыре раза ранен и столько же раз контужен.

### Послевоенные годы
В 1947 году Самчук поступил в Высшую военную академию имени К. Е. Ворошилова. С 1949 по 1954 годы работал старшим преподавателем академии. В 1954 году уволен с военной службы по болезни. С мая 1963 года работал заместителем директора Института химической физики (институт был участником советского атомного проекта).
Иван Аникеевич Самчук жил в Москве, он умер 6 декабря 1988 года.

## Награды и почётные звания
И. А. Самчук награждён 32 советскими и иностранными орденами и медалями, а также почётными званиями, среди которых:
- Три ордена Красного Знамени;
- Орден Суворова 2-й степени;
- Орден Кутузова 2-й степени;
- Орден Отечественной войны 1-й и 2-й степеней;
- Два ордена Красной Звезды;
- Орден «Легион почёта» (1945)[6];
- Почётный гражданин г. Кропивницкого, Украина (23.03.1973);
- Почётный гражданин г. Первомайска Николаевской области, Украина (1980)[7];
- Почётный гражданин г. Литомержице, Чехия[8];
- Почётный гражданин посёлка Борисовка Белгородской области, Россия (26.09.1983)[5].

## Оценки
- Генерал армии А. С. Жадов, командующий 5-й гвардейской армией, в своих мемуарах вспоминал[2]:

Высокую организованность и оперативность показали штабы 32-го и 34-го гвардейских стрелковых корпусов и их начальники полковники И. А. Самчук и Ф. Г. Мительман. … По характеру Александр Ильич [Родимцев] был несколько мягковат, осторожен, никогда не принимал поспешных решений, а объявлял их только после всестороннего анализа обстановки и обсуждения ее до мельчайших деталей со своим опытным начальником штаба полковником И. А. Самчуком, с начальниками родов войск и служб.
- Генерал Г. В. Бакланов, командовавший в 1943 году 13-й гвардейской стрелковой дивизией, в своих мемуарах так охарактеризовал Самчука[1]:

 После выздоровления, в середине мая, я приехал в штаб 32-го гвардейского стрелкового корпуса, представился официально генерал-майору А. И. Родимцеву и в этот же день вступил в командование 13-й гвардейской стрелковой дивизией. Оказалось, что генерал Родимцев добился назначения в формируемый штаб корпуса многих ветеранов 13-й дивизии, опытных и талантливых командиров. Я понимал необходимость подобных перемещений. Но тем не менее жалел об уходе из дивизии таких одаренных офицеров, как бывший командир 39-го полка, а затем заместитель командира дивизии Иван Аникеевич Самчук, начальник артиллерии дивизии полковник Петр Яковлевич Барбин и других. … Иван Аникеевич … и на этой, в сущности, новой для него работе успел блестяще зарекомендовать себя.